# Charlie Gillespie
Charles Jeffrey Gillespie (* 26. srpna 1998 Dieppe, Nový Brunšvik) je kanadský herec a zpěvák. Nejvíce se proslavil rolemi v seriálech Charmed a Julie and the Phantoms.

## Životopis
Narodil se 26. srpna 1998 v kanadském městě Dieppe v provincii Nový Brunšvik. Jeho matkou je Jeanette Gillespie a otcem Patrick Gillespie. Má čtyři sourozence, tři starší bratry (Patricka, Michaela a Ryana) a mladší sestru Meghan. Společně se svými sourozenci se již od malička věnuje zpěvu a hře na hudební nástroje, jako je např. kytara, housle či trombón. Hovoří plynně francouzsky i anglicky.

## Kariéra
Svou první roli získal ve svých 14 letech ve festivalovém snímku La Gang des hors-la-loi, který měl v České republice, konkrétně ve Zlíně premiéru v červnu 2014. V průběhu let si zahrál v řadě televizních seriálů a filmů. Nejvýznamnějšími jsou Charmed, Degrassi: Next Class či Speed Kills, kde ztvárnil syna Johna Travolty. Svou první hlavní roli získal v roce 2019, kdy mu byla nabídnuta role Luka Pattersona v hudebním seriálu Julie and the Phantoms, jež měl premiéru 10. září 2020 na Netflixu. Společně s představitelkou Julie, Madison Reyes, napsal píseň Perfect Harmony, která se objevila v sedmé epizodě tohoto seriálu.

## Filmografie
| Rok  | Název                   | Role                                 | Poznámky    |
| ---- | ----------------------- | ------------------------------------ | ----------- |
| 2014 | La Gang des hors-la-loi | Tiger                                |             |
| 2017 | Degrassi: Next Class    | Oliver                               | 1 epizoda   |
| 2017 | The Next Step           | Marcus                               | 1 epizoda   |
| 2018 | 2nd Generation          | Brody Johnson                        | 6 epizod    |
| 2018 | Speed Kills             | Andrew Aronoff                       |             |
| 2018 | Charmed                 | Brian                                | 2 epizody   |
| 2019 | Consequénces            | Pierre-François Létourneau-Robichaud | 6 epizod    |
| 2019 | I Am the Night          | Surfař Hank                          | 1 epizoda   |
| 2019 | The Rest of Us          | Nathan                               |             |
| 2020 | Runt                    | D-Rat Ronnie                         |             |
| 2020 | Julie and the Phantoms  | Luke Patterson                       | hlavní role |
| 2021 | Love You Anyway         | Lucas Parker                         | hlavní role |
|      | The Class               | Jason                                | hlavní role |